# Браздейките, Лина
 Лина Браздейките   (лит. Lina Brazdeikytė; род. 9 сентября 1974, Каунас) — литовская баскетболистка, выступавшая на позиции защитницы. Является единственной литовской баскетболисткой, которая играла на трёх чемпионатах мира . Чемпионка Европы 1997, награждена Медалью ордена великого князя литовского Гядиминаса.

## Биография
Лина Браздейките  воспитанница каунасской баскетбольной школы, поэтому первым профессиональным клубом стал местный «Лайсве», с которым баскетболистка 2 раза выигрывала первенство Литвы.
В 1997 году Лина получила приглашение в национальную сборную на чемпионат Европы. В матче со сборной Молдавией 13 июня 1997 года состоялся дебют в майке сборной Литвы (3 минуты, 1 подбор). На том «золотом» первенстве эта была единственная встреча, где она выходила на площадку. На следующий год Лина снова в сборной, только теперь на чемпионате мира в Германии, где участвовала в двух матчах. После «мирового форума» Браздейките покидает Литву и начинает выступать в европейских клубах.
С 1999 года, с перерывом в 1,5 года, Браздейките постоянный игрок французского чемпионата. В основном её клубы были аутсайдерами высшего дивизиона, в составе которых она боролась за выживание в «элите». С 2009 по 2012 год Лина играла за клуб второго дивизиона «Страсбург Ийкирш-Граффанштадан Баскет». В 2012 году она принимает приглашение от «Тарб Жесп Бигор» стать помощником тренера, при этом Браздейките постоянно вноситься в заявку на матчи, но так и ни разу не вышла на площадку.
В её биографии есть эпизод, о том, как она в межсезонье 2006 года помогла литовскому «ТЕО» отобраться на финальный турнир Мировой лиги — 4 игры, 8,0 очков в среднем за матч, 4,0 подбора, 1,3 передачи.
В сборной Литве Лина Браздейките, вплоть до 2007 года, являлась постоянным участником турниров ФИБА. На 2013 год баскетболистка имеет уникальное достижение в национальной сборной — единственный игрок, игравший на трёх чемпионатах мира. Также вместе с Римой Валентиене является рекордсменом в национальной команде по количеству участия в финальных розыгрышах чемпионата Европы (5). 

### Статистика выступлений за сборную Литвы (средний показатель)
| Сборная | Сезон | Место | Чемпионат | Чемпионат | Чемпионат | Чемпионат |
| Сборная | Сезон | Место | Игр       | Очк       | Подб      | Перед     |
| ------- | ----- | ----- | --------- | --------- | --------- | --------- |
| ЧМ      | 1998  | 6     | 2         | 0         | 0,5       | 0         |
| ЧМ      | 2002  | 11    | 8         | 10,6      | 4,1       | 2,4       |
| ЧМ      | 2006  | 6     | 8         | 9,5       | 4,6       | 1,4       |
| ЧЕ      | 1997  | 1     | 1         | 0         | 1,0       | 0         |
| ЧЕ      | 1999  | 6     | 1         | 5,0       | 2,0       | 4,0       |
| ЧЕ      | 2001  | 4     | 4         | 11,0      | 5,5       | 2,0       |
| ЧЕ      | 2005  | 4     | 8         | 9,4       | 3,5       | 1,1       |
| ЧЕ      | 2007  | 6     | 9         | 9,1       | 2,9       | 1,9       |

## Достижения
- Чемпион Европы: 1997
- Чемпион Литвы: 1994, 1996